# 59419 Пряшів
59419 Пряшів (59419 Prešov) — астероїд головного поясу, відкритий 9 квітня 1999 року.
Тіссеранів параметр щодо Юпітера — 3,398.
Названо на честь міста Пряшів (словац. Prešov), центру історичного району на північному сході Словаччини